# Fortalesa alpina
La Fortalesa alpina, en alemany Alpenfestung, o Reducte alpí fou el reducte nacional nazi planejat per Heinrich Himmler el novembre i desembre de 1943 per tal que el govern alemany i el seu exèrcit es poguessin retirar en una àrea que ocupés el sud de Baviera, Àustria occidental i el nord d'Itàlia en cas de derrota durant la Segona Guerra Mundial. El pla mai no va ser totalment avalat per Hitler i no es va fer cap intent seriós de posar-lo en funcionament, tot i que va servir com una eina eficaç de propaganda i engany militar per part dels alemanys en les etapes finals de la guerra. Així doncs, l'Alpenfestung no fou més que un truc del ministre de propaganda Joseph Goebbels que, des del setembre de 1943, es va emetre com a solució de defensa preventiva; de fet, no es van fer preparacions ni plans per a la creació d'aquest ens territorial. En aquest sentit, després de rendir-se, el general Kurt Dittmar va dir als nord-americans que el pla mai no havia existit. Tant és així que, durant els darrers dies de la guerra, la majoria de nazis que fugien, no es dirigien cap a aquesta zona, sinó que, a través de la Rattenlinie Nord es dirigeixen cap a Flensburg, ja que al districte de Mürwik s'hi trobava el govern provisional del Reich, dirigit per l'almirall Karl Dönitz.